# Lysorophus
Lysorophus là một chi động vật bốn chân thuộc bộ Lysorophia, đã tuyệt chủng vào kỷ Permi. Hầu hết các mẫu vật được tìm thấy từ Bắc Mỹ được cho là của loài Lysorophus tricarinatus được mô tả chính thức đầu tiên do thiếu các đặc tính nhận diện, tuy nhiên một số loài khác cũng đã được mô tả. Lysorophus là loài lưỡng cư giống kỳ giông nhỏ. Chúng sống trong vùng nước ngọt, ngủ hè trong hang hốc vào thời kỳ khô hạn.

## Tham khảo

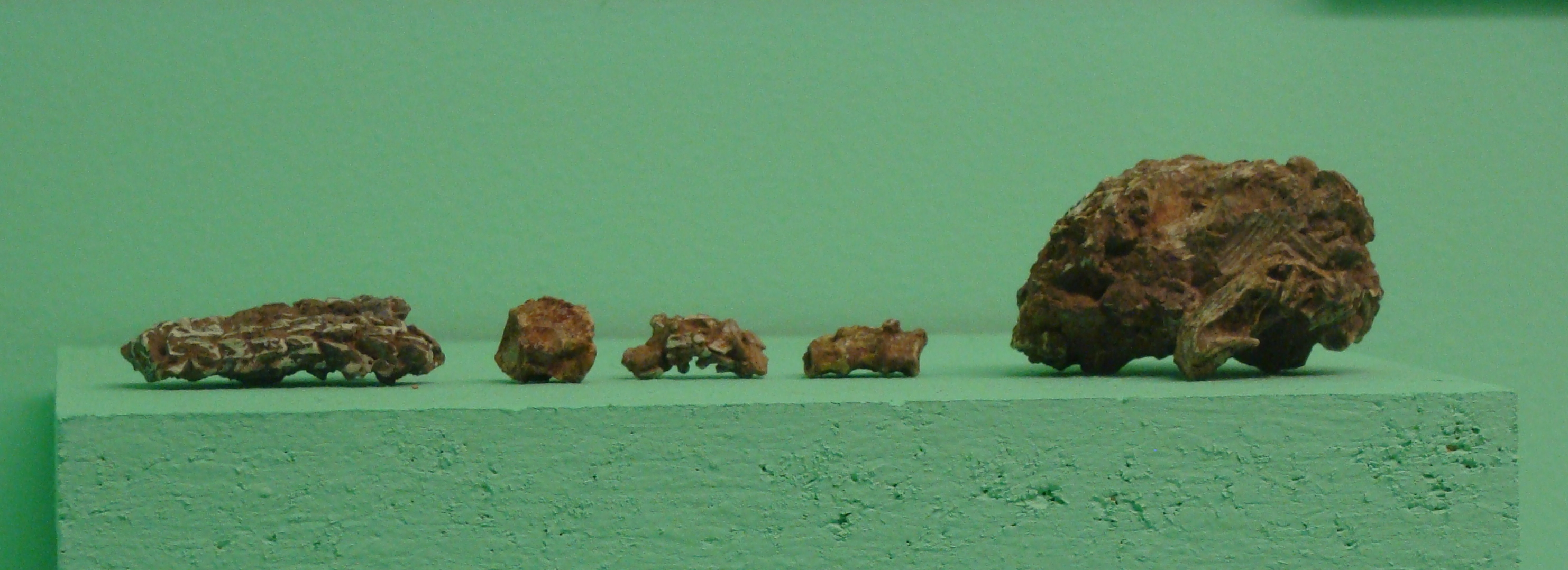
Lyrosophus sp. skull and vertebrae.